# Palazzo de Gemmis (Bari)
Il palazzo de Gemmis si trova a Bari, in posizione panoramica e domina la muraglia di Bari Vecchia.

## Storia
Il palazzo fu edificato nel XVII secolo dalla nobile famiglia de Introna di Bari e divenne poi residenza dei baroni de Gemmis verso la metà del XIX secolo. Nel corso dei secoli l'edificio è stato rimaneggiato.

## Descrizione
Il palazzo è un ampio edificio a tre piani che spicca sulla muraglia di Bari Vecchia e occupa una posizione privilegiata di fronte al mare. Negli interni, un ampio scalone in marmo per accedere al piano nobile coi numerosi saloni affrescati.